# چاه عمیق امام خمینی شماره ۱
چاه عمیق امام خمینی شماره ۱ یک منطقهٔ مسکونی در ایران است که در دهستان نهارجان واقع شده‌است.